# Jatropha pelargoniifolia
Jatropha pelargoniifolia är en törelväxtart som beskrevs av Courbai. Jatropha pelargoniifolia ingår i släktet Jatropha och familjen törelväxter.

## Underarter
Arten delas in i följande underarter:
- J. p. glabra
- J. p. pelargoniifolia
- J. p. sublobata